# Arjawinangun (plaats)
Arjawinangun is een bestuurslaag in het regentschap Cirebon van de provincie West-Java, Indonesië. Arjawinangun telt 9713 inwoners (volkstelling 2010).